# Shane van Gisbergen

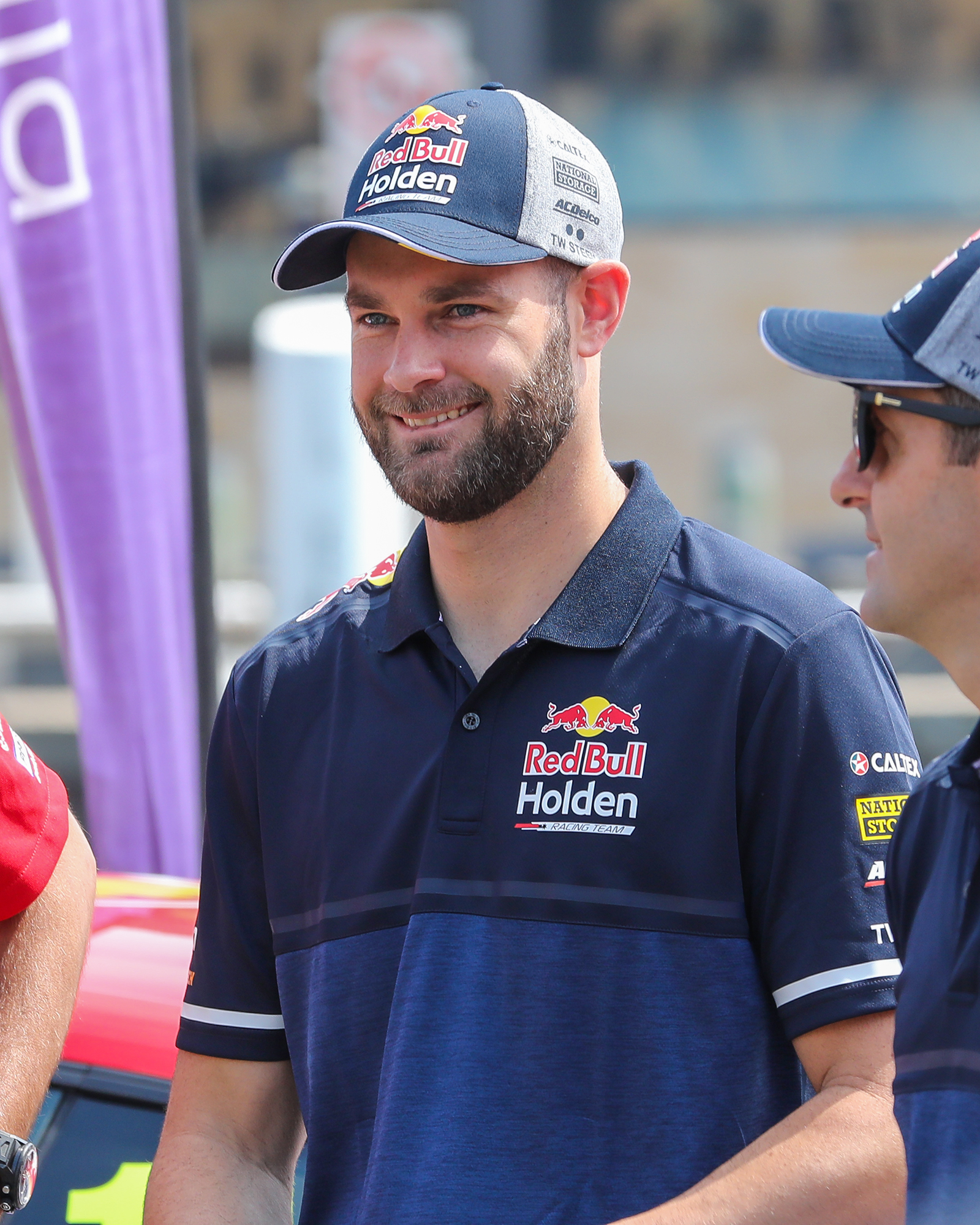
Shane van Gisbergen 2020

Shane van Gisbergen (* 9. Mai 1989 in Auckland) ist ein neuseeländischer Autorennfahrer.

## Karriere als Rennfahrer
Shane van Gisbergen ist neben dem Australier Paul Morris der zweite Rennfahrer, der alle drei internationalen Rennen auf dem Mount Panorama Circuit, das Bathurst 1000, das 6-Stunden-Rennen sowie das 12-Stunden-Rennen von Bathurst, mindestens einmal gewann.
Nach Anfängen im Kartsport begann die Fahrerkarriere 2004 in der neuseeländischen Formula First Championship. Nach dem Gewinn der heimischen Formel-Ford-Meisterschaft 2005 und dem zweiten Rang im Championat der Formel Toyota 2007 wechselte er 2008 in den australischen Tourenwagensport. Er wurde einer der erfolgreichsten GT-Tourenwagenpiloten der dortigen Motorsportgeschichte. Dreimal, 2016, 2021 und 2022, siegte er in der Gesamtwertung der Australian Touring Car Championship. Dazu kam 2015 der auf Holden VF Commodore herausgefahrene Erfolg in der Supercars Championship.
Auch im europäischen und nordamerikanischen GT-Sport war er aktiv. Er gewann den Blancpain GT Series Endurance Cup 2016 und beendete das 24-Stunden-Rennen von Daytona 2015 als Zweiter der GTD-Klasse. 2022 gab der vielseitige und vielbeschäftigte Rennfahrer sein Debüt beim 24-Stunden-Rennen von Le Mans und in der Rallye-Weltmeisterschaft. In Le Mans war er Teampartner von Felipe Fraga und Sam Bird im Riley-Ferrari 488 GTE Evo und beendete das Rennen an der 32. Stelle der Gesamtwertung. Die Rallye Neuseeland 2022 bestritt er auf einem Škoda Fabia R5 und kam als Gesamtneunter ins Ziel.

## Statistik

### Le-Mans-Ergebnisse
| Jahr | Team              | Fahrzeug            | Teamkollege  | Teamkollege | Platzierung | Ausfallgrund |
| ---- | ----------------- | ------------------- | ------------ | ----------- | ----------- | ------------ |
| 2022 | Riley Motorsports | Ferrari 488 GTE Evo | Felipe Fraga | Sam Bird    | Rang 32     |              |

### Sebring-Ergebnisse
| Jahr | Team                                 | Fahrzeug         | Teamkollege    | Teamkollege      | Platzierung | Ausfallgrund |
| ---- | ------------------------------------ | ---------------- | -------------- | ---------------- | ----------- | ------------ |
| 2017 | Riley Motorsports WeatherTech Racing | Mercedes-AMG GT3 | Cooper MacNeil | Gunnar Jeannette | Ausfall     | Defekt       |

### Einzelergebnisse in der FIA-Langstrecken-Weltmeisterschaft
| Saison | Team             | Rennwagen       | 1   | 2   | 3   | 4   | 5   | 6   |
| ------ | ---------------- | --------------- | --- | --- | --- | --- | --- | --- |
| 2022   | Riley Motorsport | Ferrari 488 GTE | SEB | SPA | LEM | MON | FUJ | BAH |
| 2022   | Riley Motorsport | Ferrari 488 GTE | 32  |     |     |     |     |     |